# Stary Wodzisław
Stary Wodzisław – część miasta  Wodzisławia Śląskiego, położona w rejonie wodzisławskiego rynku i starówki, pod względem administracyjnym w położona w dzielnicy Stare Miasto. 